# Matemore
Matemore è un comune dell'Algeria, situato nella provincia di Mascara.